# Sérgio de Deus Borges
Sérgio de Deus Borges (* 4. September 1966 in Alfredo Wagner, Santa Catarina, Brasilien) ist ein brasilianischer Geistlicher und römisch-katholischer Bischof von Foz do Iguaçu.

Wappen von Sérgio de Deus Borges.

## Leben
Sérgio de Deus Borges empfing am 6. Februar 1993 das Sakrament der Priesterweihe für das Bistum Cornélio Procópio.
Am 27. Juni 2012 ernannte ihn Papst Benedikt XVI. zum Titularbischof von Gergis und bestellte ihn zum Weihbischof in São Paulo. Der Bischof von Cornélio Procópio, Getúlio Teixeira Guimarães SVD, spendete ihm am 18. August desselben Jahres die Bischofsweihe; Mitkonsekratoren waren der Erzbischof von São Paulo, Odilo Pedro Kardinal Scherer, und der Weihbischof in São Paulo, Edmar Peron. Papst Franziskus ernannte ihn am 23. Mai 2018 zusätzlich für die bis zum 22. September 2019 währende Sedisvakanz zum Apostolischen Administrator der melkitischen Eparchie Nossa Senhora do Paraíso em São Paulo.
Am 17. Juli 2019 ernannte ihn Franziskus zum Bischof von Foz do Iguaçu. Die Amtseinführung fand am 7. September 2019 statt.